# Tamás Lengyel
Tamás Lengyel (* 12. November 1980) ist ein ehemaliger ungarischer Radrennfahrer, der auf der Straße aktiv war.

## Sportlicher Werdegang
Tamás Lengyel gewann 2003 zwei Etappen bei der Ungarn-Rundfahrt. Im nächsten Jahr gewann er jeweils den Prolog beim Grand Prix Cycliste de Gemenc und bei der Ungarn-Rundfahrt. 2005 gewann er wieder ein Teilstück der Ungarn-Rundfahrt und konnte so auch die Gesamtwertung für sich entscheiden. Lengyel gewann dreimal die Bronzemedaille bei ungarischen Meisterschaften, darunter einmal im Straßenrennen und zweimal im Einzelzeitfahren. Von 2006 bis 2010 fuhr er für mehrere UCI Continental Team, blieb aber ohne weitere zählbare Erfolge.
Nach der Saison 2010 beendete Lengyel im Alter von 30 Jahren seine Karriere als Radrennfahrer.

## Erfolge
2003
- zwei Etappen Ungarn-Rundfahrt

2004
- Prolog Grand Prix Cycliste de Gemenc
- Prolog Ungarn-Rundfahrt

2005
- Gesamtwertung und eine Etappe Ungarn-Rundfahrt